# Stolnica v Salisburyju
Stolnica v Salisburyju, uradno znana kot Stolna cerkev Marijinega vnebovzetja, je anglikanska stolnica v Salisbury v Angliji in eden vodilnih primerov zgodnje angleške gotske arhitekture. Stolnica je matična cerkev škofije Salisbury in je sedež škofa Salisburyja. Glavni del stolnice je bil končan v samo 38 letih, med letoma 1220 - 1258. 
Stolnica ima najvišji zvonik v Združenem kraljestvu (123 m). Obiskovalci se lahko na stolp tudi povzpnejo, kjer se vidi notranjost votlega zvonika, s svojim starodavnim lesenim ostrešjem. Stolnica ima tudi največji križni hodnik in največje zaprto območje imenovano  cathedral close v Veliki Britaniji (320.000 m²). Vsebuje najstarejšo še delujočo uro na svetu iz leta 1386 in ima najbolje ohranjeno od štirih izvirnih izvodov Magna Carta (vsi štirje originalni izvodi so v Angliji). Leta 2008 je stolnica praznovala 750. obletnico posvetitve.

## Zgodovina
Salisbury je postal sedež škofa leta 1075. Kot odziv na slabšanje odnosov med duhovščino in vojsko v stolnici v Old Sarumu, je bila sprejeta odločitev, da se stolnico in škofijo prestavi v Salisbury. Leta 1197 je škof Herbert Poore zaprosil za dovoljenje za ponovno postavitev stolnice. Dovoljenje je bilo izdano, vendar je bila selitev večkrat odložena do mandata njegovega naslednika in brata Richarda Poora. Odločitev je prišla po dogovoru med škofom Richardom Poorejem in bogatašem ki je daroval zemljišče. Nova stolnica je bila plačana iz donacij predvsem iz kanonikov in župnikov jugovzhodne Anglije, ki so bili pozvani, da prispevajo določen letni znesek, dokler ni bila končana.  Legenda pravi, da je škof Old Saruma izstrelil puščico v smeri, kjer naj bi zgradili stolnico, a puščica je zadela jelena, ki je umrl na kraju, kjer je zdaj stolnica v Salisburyju. Stolnica naj bi prav tako stala na liniji Old Sarum in Stonehenge, ley linija, pomembna linija, ki v Angliji povezuje številne kraje geografskega in zgodovinskega pomena, kot so antični spomeniki in megaliti, naravni grebeni, vrhovi in vodnih viri.
Temeljne kamne sta 28. aprila 1220 položila William Longespée, 3. grof Salisburyjski, in Ela Salisburyjska, 3. grofica Salisburyjska. Veliko materiala za stolnico prišlo iz kamnolomov v Teffont Evias. Zaradi visokih vodostajev talne vode na novi lokaciji, je bila stolnica zgrajena na samo štirih plitvih temeljih visokih 46 cm, gramozni blazini in na lesenih butarah. Leta 1258 je bila končana glavna ladja, transepta in kor. Zahodna fasada je bila gotova do leta 1265. Križni hodnik in kapiteljska dvorana so bili zaključeni okoli 1280. Ker je bila večinoma zgrajena v samo 38 letih, ima Salisbury med vsemi angleškimi katedralami daleč najbolj dosleden arhitekturni slog v zgodnji angleški gotiki.
Kasneje zgrajeni večji deli so bili križni hodnik dodan leta 1240, kapiteljska dvorana leta 1263, stolp in zvonik, ki je 123 m visok in izstopa na obzorju mesta že od leta 1320. Za gradnjo stolnice je bilo skupno porabljenih 70.000 ton kamna, 3000 ton lesa in 450 ton svinca. Čeprav je zvonik najbolj impresivna značilnost stolnice, se je izkazal za problematičnega. Skupaj s stolpom tehta 6500 ton. Brez dodatka opornikov, opornih lokov in železnih sider v več naslednjih stoletjih, bi utrpel usodo podobnih zvonikov, ki so se zrušili. Veliki podporni stebri na vogalih zvonika so videti na notranji strani. Okrepitve reber nad križiščem ladij, ki jih je leta 1668 zasnoval Christopher Wren, so ustavile nadaljnje deformacije. Tramovi so bili skriti pod strop, nameščeni pod svetlobno nadstropje stolpa. 
Bistvene spremembe stolnice je izdelal arhitekt James Wyatt leta 1790, vključno z zamenjavo originalne korne pregrade in rušenje zvonika, ki je stal približno 100 m severozahodno od glavne stavbe. Salisbury je ena od le treh angleških stolnic, ki nima obroča zvonov, ostali sta stolnici v Norwichu in Elyu.

### 21. stoletje
Februarja 2016 je kapitelj stolnice skulpturo Sophie Ryder Poljub (par rok) postavil na pot na zemljišču, kjer naj bi ostala do julija. Že po nekaj dneh so morali delo prestaviti, saj so se pešci kar naprej zaletavali vanjo med pošiljanjem sporočil.ref>Burke, Dave (20. februar 2016). »This 20ft statue had to be moved because people walked into it while texting«. Metro. Arhivirano iz spletišča dne 4. julija 2018. Pridobljeno 3. julija 2018.</ref>
25. oktobra 2018 je prišlo do poskusa kraje izvoda Magne Carte v stolnici; sprožili so se alarmi in kasneje so pridržali 45-letnika zaradi suma poskusa tatvine, kaznivega dejanja poškodovanja in posedovanja ofenzivnega orožja. Zunanja plast dvoslojne steklene vitrine, v kateri je bil dokument, je bila zlomljena, vendar dokument ni bil poškodovan. Januarja 2020 je bil Mark Royden iz Kenta spoznan za krivega poskusa tatvine, ki je povzročil 14.466 funtov škode, in kaznivega dejanja škode.
Od 16. januarja 2021, ko je bila med pandemijo COVID-19 zaprta za bogoslužje, je bila stolnica uporabljena za program cepljenja v Združenem kraljestvu, dan po tem, ko je stolnica v Lichfieldu postala prvi kraj čaščenja, ki je postal del načrta imunizacije proti pandemija v Angliji. Izbor glasbe je bil predvajan na orglah, ko so ljudje prejeli svoja cepljenja. 
Februarja 2024 je bilo mogoče videti celotno zunanjost stolnice prvič po 38 letih po odstranitvi gradbenih odrov, ki so bili postavljeni za obsežna obnovitvena dela.

## Arhitektura

### Kapiteljska dvorana inMagna Carta
Kapiteljska dvorana je znana po svoji osmerokotni obliki, tankem osrednjem stebru in dekorativnem srednjeveškem frizu. Preuredil jo je William Burges v letih 1855-9. Krožni friz v notranjosti nad sedilijami kaže prizore in zgodbe iz knjige Geneze in Eksodusa, vključno Adama in Evo, Noeta, babilonski stolp in Abrahama, Izaka in Jakoba. Kapiteljska dvorana kaže tudi najbolje ohranjen originalni izvod Magna Carta. Ta kopija je prišla v Salisbury, ker je Elias iz Derehama, ki je bil prisoten na Runnymede leta 1215, dobil nalogo, da distribuira nekatere izvirnike. Elias je kasneje postal kanonik v Salisburyju in nadzoroval gradnjo stolnice.

### Zahodna fasada
Zahodna fasada je sestavljena iz dveh stolpičev na vsakem koncu, z dvema navznoter pomaknjenima stenama in opornikoma bliže središčni črti, ki podpirata veliko osrednje trojno okno. Stopnje stolpičev so prekrite z različno oblikovanim okrasjem in kipi, osrednji del je zaključen z zatrepom, ki vsebuje štiri lancetna okna, dvema okroglima oknoma v obliki štiriperesne deteljice nad katerima je mandorla, ki vsebuje Kristusa v slavi. Levo in desno od glavnih vrat sta dve niši in dvoje manjših vrat. Celota je zelo okrašena z motivi štirilistov, stebri, motivi trilistov in pasovi ščitov. Zahodna fasada je skoraj zagotovo zgrajena v istem času kot stolnica. To je razvidno iz načina, kako okna sovpadajo z notranjimi prostori. Celotna fasada je približno 33 metrov visoka in široka. Nima stolpov in/ali zvonikov v polnem merilu, kot jih je mogoče videti na primer v Wellsu, Lincolnu, Lichfieldu itd.
Na fasadi je več kot 130 plitvih niš različnih velikosti, 73 od teh vsebuje kip. Linija niš je raztegnjena okrog stolpičev na severni, južni in vzhodni fasadi. Obstaja pet ravni niš (brez mandorle), ki kažejo od vrha navzdol: angele in nadangele, patriarhe stare zaveze, apostole in evangeliste, mučence, učitelje in filozofe in na nižji ravni kralje, duhovnike in pomembne ljudi povezane s stolnico. Večina kipov je bila dodana sredi 19. stoletja, sedem jih je iz 14. stoletja, več so jih namestili v zadnjem desetletju.

### LOadja
Stolnica v Salisburyju je nenavadna zaradi svoje visoke in ozke ladje, ki ima vizualni poudarek zaradi uporabe svetlo sivega kamna Chilmark za stene in temnega poliranega marmorja Purbeck za stebre. Ima tri nivoje: visoko koničasto arkado, odprto galerijo in svetlobno nadstropje. Med stebri so nanizane znamenite grobnice, kot je grobnica Williama Longespéeja, polbrata kralja Ivana in nezakonskega sina Henrika II., ki je bil prvi pokopan v stolnici.
Druga nenavadna značilnost ladje je nekonvencionalen sodoben krstilnik, nameščen septembra 2008. Oblikoval ga je kipar William Pye in je največji delujoč krstilnik v kateri koli britanski stolnici in je nadomestil prejšnjega prenosnega neogotskega. Bazen je križne oblike in ima 10 čevljev široko posodo, napolnjeno do roba z vodo, zasnovano tako, da se voda preliva v filamentih skozi vsak vogal v bronaste rešetke, vdelane v kamnita tla. Projekt je stal 180.000 funtov in je bil v celoti financiran z donacijami. Nekateri župljani so menda nasprotovali novemu krstilniku, saj so menili, da gre za 'spremembo zaradi spremembe', čeprav je Pye trdil, da je večinsko mnenje za: »Rekel bi, da jih je 90 odstotkov v veselem pričakovanju, pet odstotkov nervoznih in pet na centi so verjetno apoplektični«.

### Stolp in zvonik
Čeprav je zvonik najimpresivnejša značilnost stolnice, se je izkazal za težavnega. Skupaj s stolpom je k teži stavbe dodal 6500 ton. Brez dodajanja opornikov, opornih lokov in sidrišč v naslednjih stoletjih bi ga doletela usoda zvonikov drugih velikih cerkvenih stavb (kot je opatija Malmesbury, 1180 do 1500; stolnica v Lincolnu, 1311 do 1548; stara stolnica sv. Pavla, London, 1314 do 1561; in Chichestrska stolnica, 1402 do 1861) in se podrl; namesto tega je Salisbury postal najvišji cerkveni zvonik v državi ob zrušitvi cerkve sv. Pavla (zaradi požara) leta 1561. Vidi se, da se veliki nosilni stebri na vogalih zvonika upognejo navznoter pod obremenitvijo. Dodatek ojačitvenih veznih nosilcev nad križiščem, ki jih je zasnoval Christopher Wren leta 1668, je zaustavil nadaljnje deformacije. Tramovi so bili skriti s spuščenim stropom, nameščenim pod lanterno stolpa.
Zvonik je na srednjem nivoju stolpa. Zvonovi bijejo uro in četrt in jih zdaj upravlja viktorijanska ura, ki je ne smemo zamenjati z bolj znano srednjeveško uro, ki je razstavljena spodaj. Salisbury je ena od le treh angleških stolnic brez zvonjenja, drugi sta v Norwichu in v Elyju.
Obiskovalci lahko dostopajo do stolpa tako, da se odpravijo na Tower Tour, ki jim omogoča, da se povzpnejo do vznožja zvonika. S tega nivoja je pogled na notranjost votlega zvonika in starodavne lesene odre v njem. Od tal do vznožja zvonika je 332 stopnic, ki se povzpnejo na višino 69 m.
Vzdrževalci so se včasih povzpeli na zvonik, med drugim za servisiranje letalske opozorilne luči in vremenske postaje na vrhu. Prvih 44 m zvonika se lahko povzpne po notranjih lestvah. Preostalih 12 m zahteva plezanje skozi majhna vrata in navzgor po zunanjosti.

### Ura
Ura v stolnici je iz leta okoli 1386 in je menda najstarejša še delujoča moderna ura na svetu. Ura nima obraza, ker so vse ure tistega časa zadonele uro na zvon. Prvotno se je nahajala v zvoniku, ki je bil porušen leta 1792. Po tem so jo preselili v stolp v stolnici, kjer je bila v uporabi do leta 1884. Ura je bila nato uskladiščena in pozabljen, dokler ni bila odkrita leta 1929, v mansardi stolnice. Obnovili so jo in ponovno deluje od leta 1956. Leta 2007 so jo začeli ponovno obnovljati.

## V umetnosti, literaturi in filmu
Stolnico je naslikal slavni slikarja John Constable. Pogled upodobljen na slikah se je zelo malo spremenil v skoraj dveh stoletjih. 
Stolnica je tudi predmet romana Spire, Williama Goldinga, ki se ukvarja z izmišljenim dekanom Jocelinom, ki omogoča gradnjo zvonika kot njegovo življenjsko delo. 
V Edwarda Rutherfurda zgodovinskem romanu Sarum se pripoved ukvarja s poselitvijo na območju Salisburyja od prazgodovinskih časov po zadnji ledeni dobi, do moderne dobe. Gradnja stolnice same, znamenitim stolpom, zvonikom in kapiteljsko dvorano so vse pomembne točke v romanu, ki se zlije z zgodovinskimi znaki in izmišljeno naravo. 
Stolnico je omenil avtor Ken Follett kot enega od dveh modelov za fiktivno Kingsbridge stolnico v svojem zgodovinskem romanu The Pillars of the Earth. Bila je uporabljena tudi v zunanjih posnetkih v mini seriji 2010, ki temelji na Follettovi knjigi.
Stolnica je bila ozadje za leta 2005 posneto BBC televizijsko dramo Mr. Harvey Lights a Candle, scenarij Rhidian Brook in režija Susanna White. 
Kevin McCloud je splezal na stolnico v svojem programu, imenovanem Don't Look Down!  (Ne glej dol!), v katerem se je povzpel na visoke strukture, da bi premagal strah pred višino. 
Stolnica je bila predmet Channel 4 Time Team, ki je bil prvič predvajan 8. februarja 2009. 

## Nagrobniki
Med ljudmi, pokopanimi v stolnici, je najbolj znan Sir Edward Heath (1916-2005), ki je služil kot predsednik vlade Združenega kraljestva v letih 1970-1974 in kot poslanec 1950-2001, in ki je živel v bližini stolnice zadnjih dvajset let svojega življenja.
Ostali nagrobniki so:
| - [Saint Osmund, škof Salisburyja(1078 to 1099) - Roger of Salisbury, škof Salisburyja(1102 to 1139) - Josceline de Bohon, škof Salisburyja(1142 to 1184) - Robert de Bingham, škof Salisburyja(1229 to 1246) - Giles of Bridport, škof Salisburyja(1256 to 1262) - Walter de la Wyle, škof Salisburyja(1263 to 1271) - Nicholas Longespee, škof Salisburyja(1291 to 1297) - Simon of Ghent, škof Salisburyja(1297 to 1315) | - Roger Martival, škof Salisburyja(1315 to 1330) - Walter Hungerford, 1. baron Hungerford (1378-1449) - Richard Mitford, škof Salisburyja(1395 to 1407) - Robert Hungerford, lord Moleyns in 3. baron Hungerford (1431–1464) - Richard Beauchamp, škof Salisburyja(1450 to 1482) - Edmund Audley, škof Salisburyja(1501 to 1524) - John Jewel, škof Salisburyja(1559 to 1571) - Edmund Gheast, škof Salisburyja(1571 to 1577) - Alexander Hyde, škof Salisburyja(1665 to 1667) - John Thomas, škof Salisburyja(1761 to 1766) |

## Orgle
V stolnici so trenutno orgle zgrajene leta 1877 (Henry Willis & Sons). Sir Walter Alcock, ki je bil organist stolnice iz leta 1916 je strogo nadziral obnovo znamenitih orgel.
Zgodnejše orgle darilo kralja Jurija III., so bile nameščene na vrhu kamnite korne pregrade, ki ločuje kor od ladje. Kasneje so jih preselili v cerkev sv. Tomaža (St Thomas's Church).

## Stolni stražnik
Stolnica je prvotno zaposlovala pet stolnih stražnikov (znani kot Close Constables). Njihove naloge so se pretežno nanašale na vzdrževanje javnega reda in miru v bližini stolnice. Zadnji so bili odpuščeni v letu 2010 kot del ukrepov za zmanjševanje stroškov in jih nadomestiti z izrazom "upravljanje prometa". Orožnika so prvič imenovali leta 1611 in je preživel do uvedbe občinskih policijskih sil leta 1835 z Zakonom o občinskih službah. Leta 1800 so dobili pooblastila, skupaj z mestnim stražnikom, za izvajanje katerega koli sodnega naloga. Pravica stolnice, da ohrani ločen nadzor, je dokončno prenehala z Zakonom o lokalni samoupravi 1888.

## Galerija
- Zahodna fasada
- Stolnica iz severovzhoda
- Pogled severozahodno
- Pogled proti vzhodu
- Triforj, pogled proti vzhodu
- Pogled proti zahodu
- Notranjost stolpa
- Detajl kipov
- Detajl iz zahodne fasade
- Srednjeveška ura
- Križni hodnik
- Krstilnik
- Krstilnik
- Grobnica Giles of Bridport
- Krstilnik in ladja